# Najah El Mahmoud
Najah El Mahmoud est une musicienne française née le 7 octobre 1977  à Saint-Étienne.
Elle joue du synthétiseur, de l’accordéon et du piano dans le groupe Mickey 3D de 1999 à 2007. Elle fait également les chœurs sur certains titres, et interprète intégralement le chant du titre Réveille-toi sur l'album Matador de Mickey 3D. Elle revient dans le groupe en 2015. Elle chante à nouveau un titre du groupe, Les Papillons, sur l'album Sebolavy (2016).

## Biographie
Les parents de Najah El Mahmoud sont médecins. Elle rencontre Mickaël Furnon et Aurélien Joanin au milieu des années 1990 au sein de l'association Keup On Family. Elle fait des études de musicologie et intègre le groupe Mickey 3D lors de la tournée suivant la parution de l'album Mistigri Torture (1999). Elle en devient un membre officiel lors de l'enregistrement de l'album La Trêve, dont elle dessine la pochette. Elle a composé les chansons L'Homme qui suivait les nuages, Sous le soleil et Réveille-toi.
Après la dissolution de la première mouture du groupe en 2007, elle compose notamment les chansons Méfie-toi l'escargot, Chanson du bonheur qui fait peur et L'Arbre du petit chemin sur l'album La Grande Évasion (2009).